# الجمهورية البرازيلية الرابعة
الجمهورية البرازيلية الرابعة هي فترة من تاريخ البرازيل تمتد منذ عام 1946 وحتى عام 1964، وتُعرف أيضًا باسم «جمهورية الـ 46» أو «الجمهورية الشعبية». اتسمت تلك الفترة بعدم الاستقرار السياسي والضغط العسكري على المسؤولين السياسيين المدنيين، فانتهت الجمهورية بانقلاب عام 1964 وتأسيس الحكومة العسكرية البرازيلية.
اتسمت تلك الجمهورية في أغلب الأحيان بفترات رئاسية هائجة، كالفترات التي حكم فيها يوريكو غاسبار دوترا وغيتوليو فارغاس وكافيه فيلهو وجوسيلينو كوبيتشيك وجانيو كوادروس وجواو غولار.
في عام 1945، أُطيح بالرئيس غيتوليو فارغاس إثر انقلاب عسكري أبيض (بدون إراقة الدماء)، لكن تأثيره على السياسة البرازيلية ظلّ قائمًا حتى نهاية الجمهورية الرابعة. خلال هذه الفترة، هيمنت ثلاثة أحزاب على السياسة الوطنية للبلاد. كان حزبان من تلك الأحزاب الثلاثة مناصرين لفارغاس –حزب العمال البرازيلي اليساري والحزب الديموقراطي الاجتماعي في الوسط– أما الحزب الآخر المعادي لفارغاس، فهو الاتحاد الديموقراطي الوطني.

## نهاية الدولة الجديدة، 1945
مع انتهاء الحرب العالمية الثانية ومشاركة البرازيل فيها إلى جانب قوى الحلفاء، بدأ الرئيس غيتوليو فارغاس تحرير نظام حكمه المتأثر بنظام الدولة الجديدة الفاشستي. أصدر فارغاس مرسومًا بالعفو عن السجناء السياسيين، من بينهم زعيم الحزب الشيوعي لويس كارلوس بريستيس.
طرح فارغاس أيضًا قانونًا انتخابيًا وسمح للأحزاب السياسية بالمشاركة في الحملة الانتخابية. برزت ثلاثة أحزاب سياسية في المشهد السياسي الوطني. أوجدت الأحزاب اليسارية الليبرالية واليمينية المعارضة تحالفًا ضد فارغاس، عُرف باسم الاتحاد الديموقراطي الوطني. بينما تجمّع البيروقراطيون ومناصرو الدولة الجديدة في الحزب الديموقراطي الاجتماعي البرازيلي. أنشأ فيرغاس أيضًا حزب العمال البرازيلي اليساري ليحشد إلى صفه العمال والاتحادات العمالية. شُرّع الحزب الشيوعي البرازيلي أيضًا، وهو حزب أصبح ضعيفًا إبان الحكم الديكتاتوري.
انتهت الدولة الجديدة عندما قاد اثنان من أشد مناصري اليمين، وهما وزير الحرب بيدرو أوريلو دي غويس مونتيرو ويوريكو غاسبار دوترا، انقلابًا عسكريًا في التاسع والعشرين من شهر أكتوبر عام 1945. نُصّب رئيس المحكمة الفيدرالية العليا جوسيه لينهاريس رئيسًا للبرازيل. وفّر لينهاريس الانتخابات العادلة والحرة للشعب البرازيلي.
اضطر فيرغاس إلى التقاعد مؤقتًا. انتُخب الجنرال يوريكو غاسبار دوترا رئيسًا، وشغل منصبه منذ عام 1946 وحتى عام 1951. عاد فيرغاس إلى السياسة في العام 1950، وفاز في الانتخابات الرئاسية بصفته مرشحًا عن حزب العمال البرازيلي، وشغل منصبه الجديد في الحادي والثلاثين من شهر يناير عام 1951.

## دوترا، 1946–1951
في الثامن عشر من شهر سبمتبر عام 1946، أُقر الدستور الخامس للبرزايل، ما يعني عودة البلاد إلى الحكم الديموقراطي. في العام ذاته، أنشأت الحكومة الخدمة الاجتماعية للصناعة والخدمة الاجتماعية للتجارة، والأركان العامة للحرب، وهي الهيئة التي ستتحول لاحقًا إلى الأركان العامة للقوات المسلحة.
في عام 1946، أمر دوترا بإغلاق الكازينوهات وحظر «المقامرة» في البلاد. في عام 1947، نصّب أوزفالدو أرانيا مفوضًا للبرازيل في الأمم المتحدة، وحظر الحزب الشيوعي البرازيلي وأنهى العلاقات الدبلوماسية مع الاتحاد السوفياتي، ونظّم مؤتمر البلدان الأمريكية للحفاظ على سلام وأمان القارة في مدينة بتروبوليس، وهو المؤتمر الذي حضره الرئيس الأمريكي آنذاك هاري ترومان. في شهر أكتوبر عام 1948، أنشأت حكومة دوترا مدرسة الحرب العظمى بمساعدة الولايات المتحدة. برز تقارب العلاقات بين أميريكا والبرازيل عبر تأسيس اللجنة المشتركة للبرازيل والولايات المتحدة، والمعروفة باسم بعثة أبينك، التي ترأسها جون أبينك والوزير أوكتافيو غوفيا دي بويّلون.
شملت إستراتيجية النمو والتطوير لدى الحكومة البرازيلية عدة أمور، مثل «خطة سالتي» التي ركزت على أمور كالصحة والغذاء ووسائل النقل والطاقة. اقُترحت الخطة السابقة عام 1947، وهدفت إلى تحسين إدارة الإنفاق العام والاستثمار في القطاعات الرئيسة في البلاد، لكنها لم تتلقَ التمويل حتى عام 1949، وأُهملت بالكامل عام 1951. بمعايير اليوم، نُشر معدل النمو الاقتصادي للبلاد بانتظام عن طريق حساب الناتج المحلي الإجمالي. بينما كان معدل النمو السنوي الوسطي للاقتصاد البرازيلي خلال فترة إدارة دوترا يعادل 7.6%.
في عام 1950، استضافت البرازيل كأس العالم لرياضة كرة القدم عام 1950، وبُني حينها ملعب ماراكانا الشهير.
خلال عهد دوترا، بدأت الحكومة عدة مشاريع إعمارية، مثل بناء مصنع باولو ألفونسو للطاقة الكهرمائية وولاية باهيا وطريق الرئيس دوترا السريع الذي يصل بين ريو دي جانيرو وساو باولو.

## فارغاس، 1951–1954
في عام 1950، عاد فارغاس إلى المشهد السياسي الوطني وانتُخب رئيسًا. واجهت حكومة فارغاس الكثير من المعوقات، كالأزمة الاقتصادية ومعارضة مجلس النواب ونفاذ صبر داعمي فارغاس. أعلن الرئيس خطة تحول صناعي طموحة وسعى نحو سياسة تأميم الموارد الطبيعية في البلاد. أنشأ فارغاس شركة بتروبراس، وهي مشروع الدولة البرازيلية لاستثمار النفط، للحد من اعتماد البرازيل على الواردات الأجنبية.
بحلول العام 1954، واجه فارغاس معارضة الحزب الديموقراطي الوطني والجيش. في تلك الفترة، قُتل الرائد روبنز فاز على يد أحد حراس الرئيس الشخصيين لفارغاس، وفاز هو رفيق كارلوس لاكريدا محرر صحيفة معارضة للنظام. عُرفت تلك الحادثة بجريمة «روا تونيليرو» –وهو اسم الشارع الذي قُتل فيه– ما أدى إلى ردود فعلٍ مناوئة للرئيس. طلب جنرالات الجيش من فارغاس تقديم استقالته.
بعدما فشل فارغاس في التفاوض للحصول على إذن غياب مؤقت، أعلن أنه «لن يغادر القصر الرئاسي إلا ميتًا». علم فارغاس أن احتمال تولي حكومة ديموقراطية مكانه أمرٌ شبه مستحيل، وعلم أيضًا أن انقلابًا عسكريًا آخرًا لا بد من وقوعه، وربما ستكون نتائجه أسوأ بكثير من الانقلاب السابق في الخمسينيات، لذا قرر الرئيس فارغاس الإيفاء بوعده (عدم الخروج من القصر إلا ميتًا) وأطلق رصاصة على قلبه في الرابع والعشرين من شهر أغسطس عام 1954، بعدما كتب رسالة ألقى فيها اللوم على «جماعات دولية» و«جماعات وطنية متمردة» مدعيًا أنها أوصلت البلاد للوضع الحالي. جاءت نتائج موته فورًا: دُمرت الصحف المعارضة، ونزل الناس إلى الشوارع، وهكذا ساهم فيرغاس في تأجيل الحكم الدكتاتوري العسكري 10 سنوات.

### انهيار الشعبوية البرازيلية
ساعدت دكتاتورية فيرغاس الشعبية في كبح جماح الطبقة الأوليغارشية الزراعية، ومهدت الطريق نحو الديموقراطية في خمسينيات وستينيات القرن الماضي، والتي انتهت بفوز جناح اليمين في انقلاب عام 1964 العسكري. لكن الدولة حافظت على التباين الضعيف بين شعبوية فارغاس والديموقراطية الوطنية. بين عامي 1930 و1964، أرشدت الشعبوية البرازيلية التغيرات في بنية الاقتصاد البرازيلي (حفّزت سياسات فارغاس النمو الصناعي بلا شك)، اضطر فارغاس وخلفاؤه إلى تبديل بنية بعض الأنماط المعينة من التحالفات الطبقية التي رعتها الدولة.
عقب انتحار فارغاس عام 1954 وانتظار الانقلاب العسكري المحتوم، بدأت قاعدة دعم الشعبوية البرازيلية بالانحدار. أظهر انتحار فارغاس، والإطاحة به سابقًا بين عامي 1945 و1951، أن الشعبوية البرازيلية تدهورت لفترة ما. فتباطأت مساعي الأخيرة لعقد من الزمن، لكنها ظهرت بأشكال جديدة. فإذا كانت التشاركية هي السمة المميزة لثلاثينيات وأربعينيات القرن الماضي، فالقومية والتنموية هما السمتان المميزتان لخميسينيات وأوائل ستينيات القرن الماضي. ساهمت القومية والتنموية في الأزمة التي أحاقت بالبرازيل وأدت إلى تولي النظام السلطوي عقب عام 1964.